# Thasus gigas
Thasus gigas är en insektsart som först beskrevs av Johann Christoph Friedrich Klug 1835.  Thasus gigas ingår i släktet Thasus och familjen bredkantskinnbaggar. Inga underarter finns listade i Catalogue of Life.